# Alkaline Trio
Alkaline Trio is een Amerikaanse punkrockband uit McHenry, Illinois. Het huidig trio bestaat uit Matt Skiba (zang, gitaar), Dan Andriano (zang, basgitaar) en Atom Willard (drums). De band werd opgericht in 1996 en bestond oorspronkelijk uit Matt Skiba (zang, gitaar), Glenn Porter (drums) en Rob Doran (basgitaar, achtergrondzang). Sinds de oprichting van de groep is de samenstelling ervan enkele keren veranderd, van 2001 tot 2023 hebben er echter geen wijzigingen meer plaatsgevonden. Anno 2013 heeft Alkaline Trio negen muziekalbums uitgebracht. Het logo van Alkaline Trio is een hart dat onderaan in een pijl eindigt. In het hart is een schedel afgebeeld. Op 8 juni 2023 kondigde de band het vertrek aan van de oude drummer Derek Grant, daarbij verwijzend naar de eisen die hij de afgelopen jaren stelde aan het spelen in een toerende band, wat leidde tot een achteruitgang van zijn mentale gezondheid. Hij werd vervangen door Atom Willard.

## Bandleden
Huidige leden
- Matt Skiba – gitaar, zang (1996–heden); drums (studio 2020)
- Dan Andriano – basgitaar, zang (1997–heden)
- Atom Willard – drums (2023–heden; 2000–2001 als tourlid)

Oud-leden
- Rob Doran – basgitaar, achtergrondzang (1996–1997)
- Glenn Porter – drums (1996–2000)
- Mike Felumlee – drums (2000–2001)
- Derek Grant – drums, achtergrondzang (2001–2023)

Oud tour leden
- Pete Parada – drums (2001)
- Jarrod Alexander – drums (2018–2019)

Studio vervanging
- Tony Barsotti – drums (2020)

Tijdlijn

## Sadie
Het nummer Sadie gaat over Susan Atkins. Atkins, of Sadie Glutz zoals Charles Manson haar noemde, was een lid van de Mansonfamilie. In de zomer van 1969 pleegde deze sekte 9 moorden. Verder werden de eigen woorden van Atkins ingesproken op het einde van het het lied:

## Discografie

### Discografie
| Album met eventuele hitnotering(en) in de Nederlandse Album Top 100 | Datum van verschijnen | Datum van binnenkomst | Hoogste positie | Aantal weken | Opmerkingen                                                   |
| ------------------------------------------------------------------- | --------------------- | --------------------- | --------------- | ------------ | ------------------------------------------------------------- |
| Goddamnit                                                           | 13-10-1998            | -                     |                 |              | Debuutalbum                                                   |
| Maybe I'll Catch Fire                                               | 14-03-2000            | -                     |                 |              | Laatste album met Glenn Porter Eerste album met Mike Felumlee |
| From Here to Infirmary                                              | 03-04-2001            | -                     |                 |              | Laatste album met Mike Felumlee                               |
| Good Mourning                                                       | 13-05-2003            | -                     |                 |              | Eerste album met Derek Grant                                  |
| Crimson                                                             | 24-05-2005            | -                     |                 |              |                                                               |
| Agony & Irony                                                       | 01-07-2008            | -                     |                 |              |                                                               |
| This Addiction                                                      | 23-02-2010            | -                     |                 |              |                                                               |
| Damnesia                                                            | 12-07-2011            | -                     |                 |              | Verzamelalbum                                                 |
| My Shame Is True                                                    | 02-04-2013            | -                     |                 |              |                                                               |
| Broken Wing                                                         | 02-04-2013            | -                     |                 |              | EP                                                            |
| Is This Thing Cursed?                                               | 31-08-2018            | -                     |                 |              |                                                               |
| E.P.                                                                | 19-03-2020            | -                     |                 |              | EP                                                            |
| Blood, Hair, and Eyeballs                                           | 26-01-2024            | -                     |                 |              | Laatste album met Derek Grant                                 |

## Singles
| Jaar | Single                        | Hoogste positie                   | Hoogste positie  | Hoogste positie           | Album                  |
| Jaar | Single                        | Billboard Charts (US) Modern Rock | UK Singles Chart | Eurochart Hot 100 Singles | Album                  |
| --- | ----------------------------- | --------------------------------- | ---------------- | ------------------------- | ---------------------- |
| 1997 | Sundials                      | —                                 | —                | —                         | n.v.t.                 |
| 2000 | Alkaline Trio / Blue Meanies  | —                                 | —                | —                         | n.v.t.                 |
| 2001 | Stupid Kid                    | —                                 | 53               | —                         | From Here to Infirmary |
| 2001 | Private Eye                   | —                                 | 51               | —                         | From Here to Infirmary |
| 2001 | Hell Yes                      | —                                 | —                | —                         | n.v.t.                 |
| 2003 | We've Had Enough              | 38                                | 50               | —                         | n.v.t.                 |
| 2003 | All on Black                  | —                                 | 60               | —                         |                        |
| 2005 | Time to Waste                 | 40                                | 32               | 97                        | Crimson                |
| 2005 | Mercy Me                      | —                                 | 30               | 89                        | Crimson                |
| 2006 | Burn                          | —                                 | 34               | —                         | Crimson                |
| 2007 | Alkaline Trio / Smoking Popes | —                                 | —                | —                         | n.v.t.                 |
| 2008 | Help Me                       | 14                                | —                | —                         | Agony & Irony          |
| 2008 | Love Love, Kiss Kiss          | —                                 | —                | —                         | Agony & Irony          |
| 2010 | This Addiction                | —                                 | —                | —                         | This Addiction         |
| 2013 | I Wanna Be A Warhol           | —                                 | —                | —                         | My Shame Is True       |
| "—" geeft aan dat een nummer de desbetreffende hitlijst niet haalde "n.v.t." (niet van toepassing) geeft aan dat de single niet van een album afkomstig was |                               |                                   |                  |                           |                        |